# Länsväg 271
De Zweedse weg 271 (Zweeds: Länsväg 271) is een provinciale weg in de provincie Stockholms län in Zweden en is circa 12 kilometer lang.

## Plaatsen langs de weg
- Stockholm
  - Hägersten-Liljeholmen
  - Älvsjö
  - Enskede-Årsta-Vantör
  - Farsta

## Knooppunten
- E4/E20 in Hägersten-Liljeholmen (begin)
- Länsväg 226
- Riksväg 73 in Farsta (einde)